# Ermanno Bazzocchi
Ermanno Bazzocchi (Tradate, 27 marzo 1914 – Tradate, 6 luglio 2005) è stato un ingegnere, dirigente d'azienda e politico italiano, che lavorò principalmente presso l'Aeronautica Macchi di Varese dove progettò vari modelli di aerei, come l'MB.308, l'MB-323, l'MB-326 e l'MB-339.

## Biografia

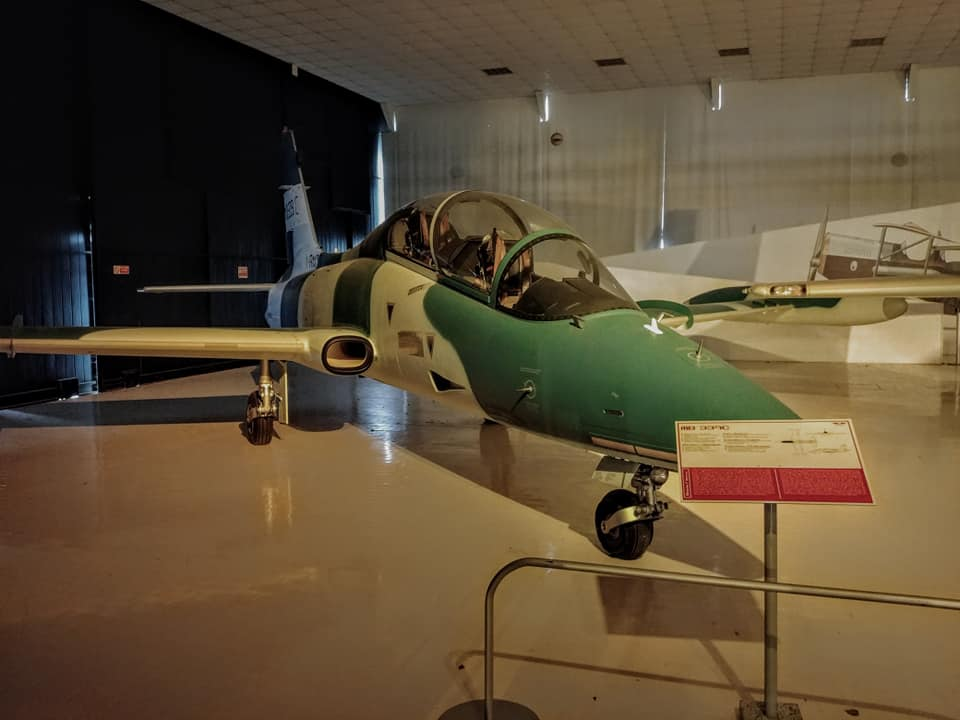
Aermacchi MB-339C esposto al parco-museo di Volandia.

Nato a Tradate il 27 marzo 1914, conseguì la laurea in ingegneria meccanica con il massimo dei voti e la lode presso il Politecnico di Milano nel 1938. Durante il corso di studi ottenne il brevetto di pilota di aliante, e progettò e realizzò l'aliante EB-1 "Littore", che gli consentì di vincere i Littoriali della Cultura del 1936.
Dopo aver conseguito il brevetto di pilota civile di 2° grado, prestò servizio militare presso il Genio Aeronautico e partecipò al progetto relativo al velivolo PM.
Nel corso del 1941 venne assunto dalla Aeronautica Macchi di Varese dove progettò vari modelli di aerei, il più famoso dei quali è stato l'MB.308, un piccolo aereo da turismo detto "Macchino" (1947).
A lui si devono anche i progetti degli addestratori MB-323, MB-326 e MB-339 (Bazzocchi è la B della sigla), l'ultimo poi adottato dalla pattuglia acrobatica nazionale. Inoltre progettò anche il velivolo da trasporto executive a sei posti MB-320 e mezzi di trasporto su strada come il Macchi MB1 che riscosse un enorme successo.

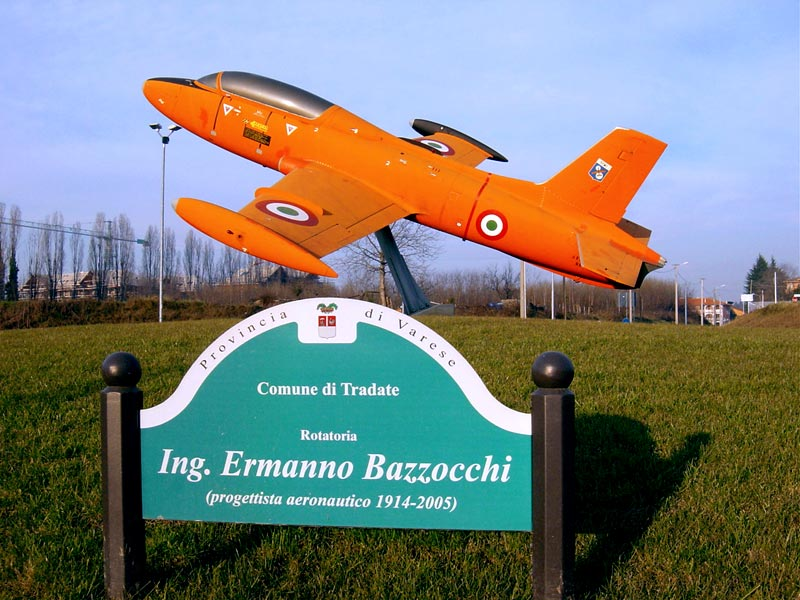
Tradate: Un Aermacchi MB 326 posto a memoria di Ermanno Bazzocchi

Divenuto Direttore tecnico e poi Direttore centrale della Macchi, ricoprì poi anche l'incarico di Amministratore delegato e si ritirò a vita privata, dedicandosi ad alcune collaborazioni con il Politecnico di Milano e con l'Università di Bologna, sede di Forlì: a seguito di ciò, infatti, la Facoltà d'Ingegneria di questa città, presieduta dal prof. Franco Persiani, gli ha conferito la laurea in ingegneria aerospaziale ad honorem, il 17 febbraio 2005. Bazzocchi è stato socio dell'Associazione Italiana di Aeronautica ed Astronautica (AIDAA), dell'Associazione italiana di Aerotecnica Aerospaziale, dell'Associazione Francese di Ingegneri e Tecnici Aeronautici, dell'Associazione tecnica dell'Automobile, della Royal Aeronautical Society, della Society for Experimental Stress Analysis (S.E.S.A.).
L'Aeronautica militare lo nominò perito per l'analisi delle circostanze che portarono alla strage di Ustica, ed egli propese per la presenza di una bomba a bordo del DC-9 precipitato al largo della Sicilia; la sua valutazione fu considerata l'unica ammissibile a conclusione della perizia disposta (commissione Misiti) dal tribunale di Roma e accolta nelle sentenze definitive del processo penale. 
Morì a Tradate il 7 luglio 2005.

## Aerei progettati
- Aermacchi MB.308
- Aermacchi MB.310
- Aermacchi MB.311
- Aermacchi MB.312
- Aermacchi MB.314
- Aermacchi MB-320
- Aermacchi MB.323
- Aermacchi MB.324
- Aermacchi MB-326
- Aermacchi MB-329
- Aermacchi MB.330
- Aermacchi MB-339